# Língua pingelapesa
A língua Pingelapesa é uma língua Micronésia falada no atol de Pingelap e em Pohnpei, nos Estados Federados da Micronésia. É também considerada como um dialeto da língua pohnpeiana falada em Pohnpei.
Os 3 mil falantes se distribuem em Pingelap (500), Pohnpei (2 mil) mais 500 em outros locais nas proximidades.
A morfologia da língua apresenta muita reduplicação e mesmo triplicação.

## Fonologia

### História dos sons
| Proto-Oceânica                           | *mp | *mp,ŋp | *p    | *m | *m,ŋm | *k | *ŋk  | *ŋ | *y   | *w | *t           |    | *s,nj | *ns,j | *j | *nt,nd | *d,R | *l | *n | *ɲ          |
| Línguas Micronésias                      | *p  | *pʷ    | *f    | *m | *mʷ   | *k | *x   | *ŋ | *y   | *w | *t           | *T | *s    | *S    | *Z | *c     | *r   | *l | *n | *ɲ          |
| Trukic-Ponapeica/Proto Chuukic-Pohnpeica | *p  | *pʷ    | *f    | *m | *mʷ   | *k | *r,∅ | *ŋ | *y   | *w | *t           | *j | *t    | *t    | ∅  | * ̻t    | *r   | *l | *n | *ɲ          |
| Língua Pohnpeica                         | *p  | *pʷ    | *p, ∅ | *m | *mʷ   | *k | *r,∅ | *ŋ | *y   | *w | *j,∅         | *j | *t    | *t    | ∅  | * ̻t    | *r   | *l | *n | *∅,n        |
| Pingelapês                               | *p  | *pʷ    | *p, ∅ | *m | *mʷ   | *k | *r,∅ | *ŋ | *∅,y | *w | *s,∅{_i,u,e} | *s | *t    | *t    | ∅  | *s     | *r   | *l | *n | *∅,n{V+hi_} |

## Calendário
A língua pingelapesa tem um sistema de calendário correspondente ao calendário lunar com 12 meses.:
- Kahlek (Março),
- Sounpwong (Abril),
- Pelekwar (Maio),
- Sokosok (Junho),
- Idihd (Julho),
- Soledahn (Agosto),
- Meseneir (Setembro),
- Kepihsukoru (Outubro),
- Pihker (Novembro),
- Ihkehwa (Dezembro),
- Epwelap (Janeiro),
- Memwahleu (Fevereiro).

## Datas
Cada data do mês tem um nome específico:
E Sukoru (1º) - também conhecida como primeira Lua
E Ling (2º)
E Sehm (3º)
Masepeng (4º)
Masalim (5º)
Mesawon (6º)
Meseis (7º)
Mesawel (8º)
Woalduadu (9º)
Medel (10º)
Siepwong (11º)
Arkohnge (12º)
Sekainpe (13º)
Woalopwo (14º)
Woalemwahu (15º)
Mas (16º) – também chamado lua cheia
Er (17º)
Lelidi (18º)
Koahmwaloa (19º)
Edemen Koahmwaloa (20º)
Apeleng (21º)
Sengek (22º)
Wesengek (23º)
Dapas (24º)
Dapasmeing (25º)
Kerdakehleng (26º)
Areiso (27º)
Semwenpal (28º)
Ihla (29º)
Esep (30º
Epei (31°).
Na cultura pingelapesa, segunda-feira marca o primeiro dia da semana. Os nomes dos dias da semana vêm do conjunto de números de objetos não específicos do Pingelapês. Esse número segue o prefixo "niy-" para se tornar a palavra designada para o dia da semana. Por exemplo, a palavra pingelapesa para segunda-feira é "niyaehd". As palavras para os outros dias dos meses são as seguintes: niyari (terça-feira), niyesil (quarta-feira), niyaepang (quinta-feira) e niyalim (sexta-feira)).

## Numerais
A língua ngua pingelapesa incorpora pelo menos cinco conjuntos de classificadores de números. Esses classificadores combinam números e substantivos. Os substantivos devem ter algum tipo de relação com o objeto, por exemplo, como ele é feito ou como é usado. Cada um desses conjuntos designa um conjunto diferente de palavras para representar o número de um a nove.
Há um conjunto de palavras designadas para substituir substantivos longos, como árvores ou estradas. Esses números são:
1 - aepas
2 - risepas
3 - silipas
4 - pahpas
5 - luhpas
6 - woanaepas
7 - isipas
8 - waelaepas
9 - duaepas.
Há outro conjunto de palavras usadas para contar coisas animadas, como: homens, peixes ou pássaros. Estas palavras são as seguintes:
1 - aemen
2 - riaemaen
3 - silimaen
4 - pahmaen
5 - luhmaen
6 - woanaemaen
7 - isimaen
8 - waelaemaen
9 - duaemaen.
Um terceiro conjunto é designado para objetos pequenos ou parciais e são os seguintes:
1 - ekis
2 - risekis
3 - silikis
4 - pahkis
5 - lumikis
6 - woanikis
7 - isikis
8 - waelikis
9 - duoau.
Para todos os outros substantivos (casais, fluxos, terras), há outro conjunto de palavras para representar os números de um a nove.
1 - eu
2 - riau
3 - silu
4 - pahu
5 - limau
6 - wonou
7 - isu
8 - waelu
9 - duoau.
Há um conjunto final de nomes de números. Este conjunto é usado para contar coisas que não são específicas. Esta lista inclui:
1 - aehd
2 - ari
3 - esil
4 - aepoang
5 - alim
6 - awoahn
7 - aeis
8 - aewael
9 - add
10 - eisik.
Para números maiores que nove, há apenas uma palavra para cada numeral. eles não variam mais, dependendo do que estão sendo usados para contar. As palavras pingepalesas para números maiores que 9 são as seguintes:
10 - eisaek
20 - rieisaek
30 - silihsaek
40 - pahisaek
50 - limeisaek
60 - woneisaek
70 - isihsaek
80 - waelihsaek
90 - tueisaek
100 - epwiki
200 - repwiki
300 - silipwiki
400 - pahpwiki
500 - limepwiki
600 - wonepwiki
700 - isipwiki
800 - waelipwiki
900 - duepwiki
1.000 - kid
10.000 - naen
100.000 - lop
1.000.000 - rar
10.000.000 - dep
100.000.000 - sap
1.000.000.000 - lik.
Ao ler um número no Pingelapse, comece com o maior número primeiro e leia os números menores em sucessão. Um exemplo disso seria o seguinte: o número 1.769 seria falado como "kid isipwiki woneisaek duoau ".